# Johannes Borgener
Johann Clemens Borgener, genannt Polengängers Hannes (* um 1787 in Romsthal bei Bad Soden-Salmünster; † März 1813 in Gießen) war ein Mitglied der Vogelsberger Räuberbande. Als wandernder Korbmacher hatte er auch den Beinamen Mahnenmacher oder Mahnen-Hannes.

## Familie
Seine Eltern waren Wilhelm Borgener und Elisabetha geb. Schneider. Die Familie wollte nach Polen auswandern, aber bereits auf der Hinreise war ihr weniges Geld aufgebraucht, so dass sie umkehrten und im Vogelsberger Gebiet als Bettler umherstreiften. Der Vater starb um 1800 auf freiem Feld bei Schotten, „sein Leichnam wurde auf das theatrum anatomicum nach Gießen geliefert.“ Die Mutter hielt sich zuletzt in der Gegend von Gelnhausen bei Verwandten auf.
Johannes Borgener hatte folgende Geschwister:
- Michael, genannt Polengängers Michel (* um 1778 angeblich Flörsbach im Hanauischen, † vor 1819 Zuchthaus Marienschloss[2]). Korbmacher, Musikant, Händler mit Irdenware. Dieb und Straßenräuber wie sein Bruder, zu zwanzigjähriger Zuchthausstrafe verurteilt;
- Johann Heinrich, 1813 Kuhhirte in Usenborn; dieser führte ein unbescholtenes Leben;[3]
- Anne Marie (* 1776 Altenau im Bayrischen), Lebensgefährtin des Johann Balthasar Pfeifer, eines 1813 zu lebenslänglichem Zuchthaus verurteilten Räubers;
- Barbara, Lebensgefährtin des Kesselflickers Johann George Fischer, der 1808 und 1811 in Haft war;
- Elisabeth, Lebensgefährtin von Johann Leonhard Lang, eines Händlers mit Irdenware; diese beiden wurden 1812 in Gießen zu anderthalb Jahren Zuchthaus verurteilt,[4] im November 1813 aus Marienschloss entlassen und des Landes verwiesen.[2]

Borgeners Lebensgefährtin war Christine Groß, aus der Wetterau gebürtig, die einen Sohn aus einer früheren Beziehung hatte, außerdem hatte das Paar eine gemeinsame Tochter.
Die Schwester Anna Marie Borgener wurde seit 1816 immer wieder verhaftet, zu Strafen wegen Bettelns und Landstreicherei verurteilt und des Landes verwiesen. Durch ihre Kinder aus mehreren Beziehungen wurde sie Mutter bzw. Großmutter der großen Borgener-Pfeiferschen Gaunerbande, auch Polengänger, Heidanns oder Weißbrodsvolk genannt. Dieser Clan war noch Mitte des 19. Jahrhunderts in beiden Hessen und angrenzenden Staaten aktiv, wo die Mitglieder ausschließlich von Diebstahl, Wahrsagerei und aggressivem Betteln lebten, wobei sie als Gruppe in kleinen Dörfern auftauchten und „das furchtsame Landvolk bedrohten“.

## Armut und Kleinkriminalität
Johannes Borgener, von dem 1811 ein Porträt angefertigt wurde, war etwa 1,50 Meter groß und kräftig. Er hatte nie einen festen Wohnsitz, besuchte auch nie eine Schule, bezeichnete sich aber als einen sehr guten Korbmacher. Nach eigenen Angaben in den Vernehmungen war es der ältere Bruder Michael, der ihn schon als Kind zu Diebstählen mitnahm. Die Eltern seien keineswegs kriminell gewesen, doch war „Landstreicherei“ als solche auch ein Vergehen, und so wurde Johannes 1801 gemeinsam mit seiner Mutter im Vogelsberger Gebiet aufgegriffen, einige Wochen in Gießen inhaftiert und danach des Landes verwiesen.
1808 war Johannes Borgener einige Wochen in Gießen in Haft, weil er eines Schafdiebstahls beschuldigt wurde. Aus Mangel an Beweisen kam er schließlich frei und wurde des Landes verwiesen. Er verließ den Vogelsberg und zog ins Hanauische: „ein verwaistes, blos administrirtes Land“, in dem sich Borgener zum „vollendeten Räuber“ entwickeln konnte. Dazu trug besonders bei, dass er durch seine Lebensgefährtin mit den Familien Werner und Vielmetter in Kontakt kam, einem kriminellen Netzwerk im Hanauer Raum. (Christine Groß war nämlich die Nichte von Jakob Heinrich Vielmetter, und ihre Schwester war die Partnerin von Conrad Werner.) 1809 fiel Johannes Borgener im Hanauischen erstmals wegen „Unfugs mit Kindern“ auf, denen er zwischen Kilianstädten und Wachenbuchen mit vorgehaltenem Messer ihr Brot abnahm. Dafür kam er zwanzig Wochen in Arrest.

## Schwere Straftaten

### Straßenraub und Mord
- 9. April 1811: Straßenraub im Büdinger Wald. Dabei wurden der Butterhändler Nagel aus Waldensberg und das Ehepaar Bell aus Bierstein misshandelt und ausgeraubt; der Wert der Beute betrug 126 Gulden.
- 17. April 1811: Straßenraub beim dreieckigen Stein nahe Hainichen, gemeinsam mit zwei Mitgliedern der Werner-Familie. Die Opfer waren zwei Juden, Heyum Strauß und Salomon Meyer Katz, die misshandelt wurden. Der mit ihnen wandernde Johann Peter Altvater warf seinen Tragekorb mit Korn ab und entfloh. Die Beute war unbedeutend. Auf dem Rückweg überfiel das Straßenräuber-Trio nahe dem Kinzigheimer Hof eine Butterfrau und nahm ihr 40 Pfund Butter, einen Kaffeekessel und ein Paar Schuhe ab. Die hochschwangere Frau wurde von Johannes Borgener vergewaltigt.[9]
- Raubmord bei Heckenbergheim. Drei Butterhändler wurden von Borgener und den Gebrüdern Werner überfallen, einer entfloh, einer überlebte mit schweren Kopfverletzungen, und dem dritten Opfer wurden mehrere tödliche Kopfverletzungen zugefügt. Borgener erklärte bei seiner Vernehmung, er habe sich vorrangig wegen einer früheren Beleidigung an einem der Opfer rächen wollen, und die Geschehnisse seien dann eskaliert. Sowohl Christine Groß als auch die Brüder Werner versicherten aber glaubwürdig, dass Borgener diesen Raubüberfall vorgeschlagen habe, weil er Geld und Schuhe brauchte; außerdem hatte er die Kappe eines Opfers an sich genommen.[10]
- April 1811: Straßenraub bei Hirzenheim. Der Hirte Zeitz hatte Borgener darauf aufmerksam gemacht, dass ein Butterhändler mit einer größeren Geldsumme nach Hirzenheim unterwegs sei; er selbst wollte sich an dem Überfall nicht beteiligen, da das Opfer ihn kenne. So war Borgener bei dieser Tat auf sich gestellt. Er schlug den ersten des Weges kommenden Butterhändler nieder und nahm ihm sein Geld ab; es war aber nicht der erwartete Geldkurier.

### Diebstähle und Kirchenraub
Eine ganze Reihe von Diebstählen und Kirchenrauben ließ sich Johannes Borgener mehr oder weniger sicher nachweisen. Er arbeitete dabei auch mit Hölzerlips und anderen Kriminellen zusammen. Bei den Einbrüchen in katholischen Kapellen hatte er es auf Metall (Glocke, Orgelpfeifen, Altargerät) abgesehen. Zugleich wurde der Kirchenraum mutwillig entweiht und verwüstet. Dabei tat sich Borgener besonders hervor. Er machte sich nach eigenen Angaben nicht viel aus Religion und wusste eigentlich nur, dass er kein Jude sei.

## Polizeiliche Untersuchung
Eher vage Verdachtsmomente führten dazu, dass Johannes Borgener in das 1810 auf Veranlassung des Freiherrn von Stein in Gießen angelegte Gauner-Verzeichnis aufgenommen wurde.
Hier der Wortlaut des zu Burg-Gemünden ausgestellten Steckbriefs: „Polengängers Johannes, ein Bruder von dem vorigen Michel. Dieser Kerl ist 20–22 Jahr alt, gehet im Vogelsberg und in der Wetterau herum, hat zu Zeiten einen Esel bei sich und Körbe gemacht, ist mittlerer Statur, hat ein schwarzbraunes Haar, blaue Augen, ein rundes blatternnarbiges Gesicht und einen Schwamm auf dem Backen; ob aber auf dem rechten oder linken, ist unbekannt; hat eine dicke Nase, trägt ein weiß wollenes Wämschen, kurze leinene Hosen, Schuh mit Schnallen und einen runden Hut. Dessen Mensch [=Lebensgefährtin] ist aus der Wetterau, gegen 26 Jahr alt, großer Statur, hat ein schwarzes Haar, ein rundes blasses Gesicht, und ein Mädchen von ohngefehr 3 Jahren.“
Dies führte zu einem besseren Informationsaustausch der Polizeibehörden benachbarter Staaten, besonders mit den Hanauern. Immer mehr Belastendes wurde über Borgener bekannt, worauf er festgenommen und am 1. September 1811 ins Gefängnis zu Gießen eingeliefert wurde. Am nächsten Tag begann das Verhör; die Hauptuntersuchung war am 5. Dezember 1811 abgeschlossen. Am 8. August 1812 wurden die Akten dem großherzoglichen Hofgericht zur Entscheidung übergeben.
Borgener war meist gut gelaunt, unbekümmert um die Zukunft und versuchte, die Haft möglichst angenehm zu gestalten.

## Hinrichtung
Am 24. März 1813 wurde Johannes Borgener zur Hinrichtung mit dem Schwert verurteilt, zusammen mit Johann Adam Frank, dem Schwarzen Jung, Conrad Anschuh, Johann Justus Dietz, Ludwig Funk und dem Heidenpeter.

## Fallakte
- HStAM Bestand 98 c Nr. 4232: Arretierung mehrerer Vagabunden, darunter Johann Clemens Borgener, genannt Polengängers Hannes (1811–1812).